# Marca Shoshinsha

Detalle de la marca Shoshinsha.

El símbolo de conductores principiantes (初心運転者標識 Shoshin untensha hyōshiki?), más conocido como marca Shoshinsha (初心者マーク Shoshinsha maruku?) o marca Wakaba (初心者マーク Wakaba maruku?) es una homologación utilizada en Japón para distinguir a los conductores noveles. Se trata de un sello amarillo y verde en forma de «V», y está en vigor desde 1972.

## Características

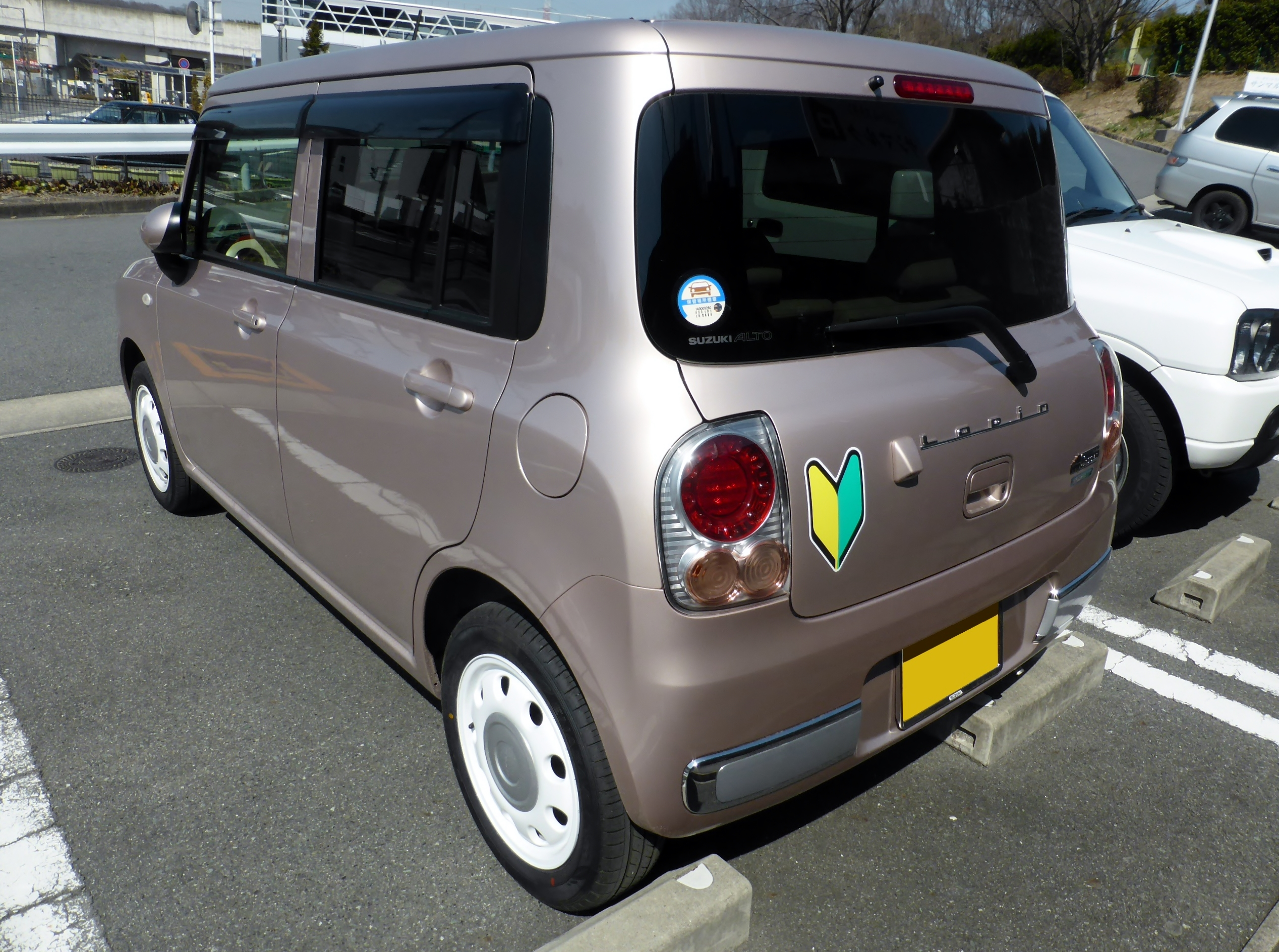
Un Suzuki Alto Lapin con la marca Shoshinsha pegada en la parte trasera del vehículo.

Los conductores noveles de Japón con un permiso estándar de vehículos deben llevar la marca Shoshinsha pegada al automóvil, tanto en la parte delantera como en la trasera, durante el primer año después de haber obtenido la autorización para conducir. La distinción sirve para advertir a otros conductores de que el portador es menos hábil por su falta de experiencia. Cualquier infracción contra un conductor novel es susceptible de ser sancionada.
Más allá de su uso previsto, la marca Shoshinsha sirve en la cultura popular japonesa para designar a un principiante o aprendiz en cualquier materia. El símbolo está representado en el estándar Unicode como U+1F530 (🔰), dentro del bloque de ideogramas misceláneos.
La oficina de tráfico de Japón dispone también de otros símbolos especiales para designar a conductores: la «marca Kōreisha» (高齢者マーク Kōreisha maruku?), con forma de flor, obligatoria para cualquier conductor mayor de 75 años; el «símbolo de discapacidad auditiva» (聴覚障害者標識 Chōkaku shōgai-sha hyōshiki?), con forma de mariposa; y el «símbolo de discapacidad física» (聴覚障害者標識 Shintai shōgai-sha hyōshiki?), con forma de trébol.